# جونيور إتوندي
جونيور إتوندي (بالفرنسية: Junior Etoundi)‏ هو لاعب كرة قدم فرنسي في مركز الوسط، ولد في 30 يناير 1999 في ياوندي في الكاميرون. لعب مع دينامو برست.

## وصلات خارجية
- جونيور إتوندي على موقع قاعدة بيانات كرة القدم.إي يو (الإنجليزية)
- جونيور إتوندي على موقع Soccerway.com (الإنجليزية)